# Peggio Punx
Peggio Punx est un groupe italien de punk hardcore, originaire d'Alexandrie, actif entre 1981 et 1993. Formé sous le nom de Peggio Punk, le groupe se distingue par sa musique souvent expérimentale et ses textes au courant d'extrême gauche Autonomia operaia. 
Avec d'autres groupes tels que Blue Vomit, Nerorgasmo, Negazione, Declino, Indigesti et d'autres, ils ont formé la base de la scène punk hardcore piémontaise de l'époque. Au début des années 1980, ils sont très actifs sur la scène italienne et participent à de nombreux concerts aux côtés de groupes comme Wretched, Cheetah Chrome Motherfuckers, et Raw Power. Beaucoup de leurs disques sont auto-produits, dans l'esprit DIY des groupes punk engagés. 

## Histoire
Peggio Punx est formé en 1981 à Alexandrie. Les membres originaux étaient Mauro Carosio, Marco Laguzzi, Paolo Chilin et Federico Massarino. En 1982, avec cette formation, ils sortent leur première cassette audio.
En 1982, ils publient leur premier EP sur 7" sous leur propre label Peggio Records, avec le titre Disastro sonoro E.P., qui obtient parmi ses diverses critiques celle du fanzine de San Francisco à distribution internationale Maximumrocknroll, qui souligne le manque de distorsion et la propreté des guitares et le mélange exagéré de la batterie, ce qui rend le son « inhabituel mais intéressant ». La même année, La città è quieta... ...ombre parlano. En 1985, ils sortent l'EP Ci stanno uccidendo al suono della nostra musica.
En 1984, ils sont invités par Dave Dictor de R Radical Records à participer à la compilation double album International P.E.A.C.E. Benefit Compilation, qui comprend entre autres des groupes tels que Crass, D.O.A., Dirty Rotten Imbeciles, Septic Death, Conflict, Reagan Youth, White Lies, Subhumans, Dead Kennedys, Butthole Surfers, mais aussi d'autres groupes de la scène italienne comme Negazione, Declino, Wretched, Contrazione, Impact, Cheetah Chrome Motherfuckers et RAF Punk. La compilation est publiée en collaboration avec Maximumrocknroll, qui tenait une rubrique mensuelle sur la scène punk hardcore italienne. En 1986, un autre label américain, Bad Compilation Tapes and Records, les inclut dans la compilation vinyle We Can Do Whatever We Want - Best of BCT #1. Pendant leur pause, Linea Dirta Tapes imprime une cassette contenant des morceaux live intitulée Immagini Di Sogno Represse Dentro Di Noi - Live '83-'87.

### Réunions
En 1989, le groupe se reforme et sort le LP Cattivi Maestri, édité par TVOR on Vinyl.
En 1991 sort leur dernier album intitulé Alterazione della struttura (Wide Records). Le nom est changé en Peggio, avec l'arrivée de Flavio Gemma (ex-Viridance) à la basse, un changement qui reflète un virage vers des sonorités moins hardcore. Alessandro Bolli, dans son Dizionario dei Nomi Rock, au sujet du changement de nom, cite une interview donnée par le guitariste Marco Laguzzi dans laquelle il déclare « ...il nous a semblé absurde de continuer à avoir un label, surtout à cette époque. Mais on a gardé le nom historique : on a toujours été connus sous le nom de Peggio. » En 1992, la voix de Pisani est remplacée par celle de Guido Sassola (alias Zazzo), ancien chanteur de Negazione. En 1993, le parcours de Peggio prend fin.
En 2005, SOA Records réédite l'ensemble de la discographie sur un double CD intitulé Discography, réédité sur deux pressages vinyles vendus séparément en 2010 sous les titres Vol I et Vol II. 
Le 3 mars 2012, pour célébrer le 30e anniversaire de leur premier EP Disastro sonoro, ils se réunissent avec leur formation originale et jouent dans leur ville natale d'Alexandrie, au C.S. Laboratorio Sociale. La participation du public est telle qu'ils répètent le concert deux fois le même soir pour satisfaire les 1 500 fans qui étaient venus. Le concert est immortalisé sur un CD et un DVD live intitulés 1982-2012... sempre peggio, sortis en septembre 2012 sous le label Peggio Records. En 2021, Negazione, Indigesti et Peggio Punx rendent hommage à l'ancien bassiste Marco Mathieu.

## Discographie

### Albums studio
- 1989 : Cattivi maestri (12", TVOR On Vinyl)
- 1992 : Alterazione della struttura (LP/CD, Wide Records, sous le nom de Peggio)

### Singles et EP
- 1982 : Disastro sonoro (7", Peggio Records)
- 1983 : La città è quieta... ...ombre parlano (7", Peggio Records)
- 1985 : Ci stanno uccidendo al suono della nostra musica (12", Peggio Records)

### Démos
- 1981 : The Peggio Punx Demotape (cassette, auto-production)
- 1982 : Peggio Punx Tape (cassette, auto-production)

### Compilations
- 2002 : Discography (double CD, SOA Records)
- 2010 : Vol.I (LP, SOA Records)
- 2010 : Vol.II (LP, SOA Records)
- 2012 : 30 anni di rumori (2xCD - F.O.A.D. Records)

### Albums live
- 2012 : 1982-2012...sempre peggio (CD, Peggio Records)

### Clip
- 2012 : 1982 - 2012 - Sempre Peggio... Il Video (DVD, Peggio Videos)

### Participations
- 1984 : International P.E.A.C.E. Benefit Compilation - avec le morceau Life of Punishment (2xLP, R Radical Records)
- 1998 : Killed by Italian Skinhead (EP)